# Thierry Metz
Thierry Metz (Parigi, 10 giugno 1956 – Bordeaux, 16 aprile 1997) è stato un poeta francese.

## Biografia
Autodidatta, impara a leggere sui libri trovati presso associazioni caritative. Nel 1977, all'età di 21 anni, si sposa con Françoise, dalla quale avrà tre figli. La famiglia si trasferisce a Saint-Romain-le-Noble, vicino ad Agen. La sua vita si divide tra varie occupazioni (manovale nei cantieri, muratore, contadino),che gli permettono di guadagnarsi da vivere, e periodi di disoccupazione durante i quali si dedica alla scrittura.
Prende contatti il poeta Jean Cussat-Blanc, la cui rivista Résurrection sarà la prima a pubblicarlo con evidente apprezzamento della sua scrittura. Un apprezzamento che si consolida con la pubblicazione della sua prima raccolta poetica, Sur la table inventée (edizioni Jacques Brémond), per la quale Thierry Metz ottenne il Premio Ilarie Voronca nel 1988, e in seguito con la pubblicazione da parte di Gallimard del Journal d'un maneuvre (1990), ispirato dal suo lavoro in un cantiere nel centro di Agen, con una introduzione del poeta Jean Grosjean.
La morte accidentale di Vincent, uno dei suoi tre figli, investito da un'auto all'età di otto anni il 20 maggio 1988, il giorno stesso dell'ottenimento del Premio Voronca, sarà per lui un dramma familiare e personale dal quale non si riprenderà mai, e che lo porta all'alcolismo. Nel 1996 si trasferisce a Bordeaux, e successivamente viene ricoverato  presso l'ospedale psichiatrico di Cadillac per combattere la sua dipendenza dall'alcool e il suo esaurimento nervoso. Durante due soggiorni  nell'istituto (1996 e 1997) scrive il quaderno preparatorio de L'Homme qui penche, in cui ritrae le ombre vaganti dell'ospedale. L'ultima di queste poesie è datata 31 gennaio 1997, due mesi e mezzo prima del suo suicidio, avvenuto in questo ospedale il 16 aprile del 1997.
Mediante l'utilizzo di un linguaggio epurato, la poesia di Thierry Metz è l'espressione contenuta, piena di sensibilità e angoscia, di un uomo spezzato dagli eventi della vita, ma che, secondo le parole di Jean Grosjean, riesce a fare in modo che "quello che potevamo prendere per un universo di banale mediocrità si rivela invece come una meraviglia [...] Parla a mezza voce e la sente solo chi vuole. E dice: Chiunque tu sia, i tuoi momenti non contengono nient'altro, ma sono dei miracoli." Per Thierry Metz "scrivere una poesia / è come essere soli / in una strada così stretta / che potresti / solo incrociare la tua ombra".

## Riconoscimenti
- Premio Ilarie Voronca nel 1988
- Premio Froissart nel 1989

## Opere
- Sur la table inventée, edizioni Jacques Brémond, 1988 (Premio Ilarie Voronca 1988); nuova edizione con inchiostri di Gaëlle Fleur Debeaux: https://editions-jacques-bremond.fr/titres.php?id_titre=234[collegamento interrotto], 2015
- Dolmen suivi de La demeure phréatique, Cahiers Froissart, 1989 (premio Froissart); ristampa: https://editions-jacques-bremond.fr/titres.php?id_titre=43[collegamento interrotto], 2001
- Le Journal d'un manœuvre, edizioni Gallimard, collana “L'Arpenteur”, 1990 e 2016 (disponibile anche nella collana "Folio", n.4007)
- Entre l'eau et la feuille, edizioni Arfuyen, 1991[8]; ristampa: https://editions-jacques-bremond.fr/titres.php?id_titre=51[collegamento interrotto], 2015
- Lettres à la bien-aimée, edizioni Gallimard, collana “L'Arpenteur”, 1995
- Dans les branches, edizioni Opales, 1995
- Le Drap déplié, edizioni L'Arrière-Pays, 1995 e 2001
- De l'un à l'autre, con opere in copertina di Denis Castaing, https://editions-jacques-bremond.fr/titres.php?id_titre=35[collegamento interrotto], 1996
- L'Homme qui penche, edizioni Opales / Pleine Page, 1997; nuova edizione rivista e ampliata: edizioni Pleine Page, 2008[9]
- Terre, edizioni Opales / Pleine Page, 1997 e 2000
- Dialogue avec Suso, edizioni Opales / Pleine Page, 1999
- Sur un poème de Paul Celan con due inchiostri originali di Jean-Gilles Badaire, https://editions-jacques-bremond.fr/titres.php?id_titre=236[collegamento interrotto], 1999
- Tout ce pourquoi est de sel, edizioni Pleine Page, 2008, inedito, con illustrazioni di Marc Feld
- Carnet d'Orphée, con quattro illustrazioni di Jean-Claude Pirotte, edizioni Les Deux-Siciles, 2011
- Tel que c'est écrit, edizioni L'Arrière-Pays, 2012
- L'Homme qui penche, nuova edizione, prefazione di Cédric Le Penven, edizioni Unes, 2017
- Poésies 1978-1997, riunisce le sue poesie mai pubblicate prima, edizioni Pierre Mainard, 2017
- Le Grainetier seguito da un'intervista a Jean Cussat-Blanc ("Avec Kostas Axelos et les Problèmes de l’enjeu"), prefazione di Isabelle Lévesque, edizioni Pierre Mainard, 2019[10]

## Traduzioni in italiano
- L'uomo che pende (L'Homme qui penche) traduzione di Michel Rouan e Loriano Gonfiantini, Pistoia, edizioni Via del Vento, 2001
- Quaderno di Orfeo (Carnet d'Orphée) traduzione di Marco Rota, con quattro linoleum originali di Piermario Dorigatti, Milano, edizioni Quaderni di Orfeo, 2012
- Il muro (poesie tratte da varie raccolte) traduzione di Marco Rota, con tre incisioni originali di Mario Benedetti, Milano, edizioni Quaderni di Orfeo, 2015
- Sulla tavola inventata (Sur la table inventée) traduzione di Riccardo Corsi, Milano, Edizioni degli animali, 2018
- Diario di un manovale (Le Journal d'un manœuvre) traduzione di Andrea Ponso, Milano, Edizioni degli animali, 2020
- Dire tutto alle case (poesie tratte da Poésies 1978-1997), cura e traduzione di Mia Lecomte, Latiano (BR), Interno Poesia, 2021
- Lettere all'Innamorata (Lettres à la Bien-aimée), cura e traduzione di Pasquale Di Palmo, Rovigo, Il Ponte del Sale, 2022
- Su una poesia di Paul Celan (Sur un poème de Paul Celan), traduzione di Pasquale Di Palmo e Anna Ruchat, disegni di Teresa Iaria, Montfrin-sur-Gardon, Edizioni degli animali Éditions Jacques Brémond, 2024